# Temminckrennvogel
Der Temminckrennvogel (Cursorius temminckii) ist eine Limikolenart, die zur Familie der Brachschwalbenartigen (Glareolidae) gehört.
Er kommt in Subsahara-Afrika vor von Mauretanien und Senegal bis Nigeria, über die Sahelzone bis Äthiopien und südlich über Zentralafrika bis in den Norden Südafrikas.
Der Lebensraum umfasst trockeneres, offenes, spärlich bewachsenes Grasland auch mit vereinzelten Bäumen, und kürzlich abgebrannte Flächen bis 2000 m, zieht nomadisierend als intraafrikanischer Wanderer auch bis 3000 m Höhe.
Der Artzusatz bezieht sich auf Coenraad Jacob Temminck.

## Merkmale
Diese Art ist 19 bis 21 cm groß und wiegt zwischen 54 und 82 g. Sie ist einfarben rotbraun mit dunklem Augenstreif und breitem schwarzen Hinteraugenfleck sowie einem weißlichen Überaugenstreif. Sie unterscheidet sich vom Rostrennvogel (Cursorius rufus) durch den auch hinten rotbraunen Scheitel. Oberseite und Brust sind blassbraun, der Schnabel ist schwarz., an der Basis blasser, die Zügel sind blass. Die Unterseite hat einen großen rotbraunen, in der Mitte schwarzen Fleck ohne Bänderung, ist ansonsten weiß. Auch die Beine sind weißlich. Im Fluge ist die Flügelunterseite schwarz mit fehlenden bis schmalen weißen Rändern der Armschwingen, die auf der Oberseite schwarz erscheinen. Jungvögel sind matter gefärbt mit leicht gesprenkelter Brust und dunkler bis schwärzlicher Unterseite.
Die Art ist monotypisch.

## Stimme
Der eher seltene Ruf wird als kratziges "keerkeer", als klagendes nasales, wiederholtes "peeu" beschrieben sowie als scharfes metallisches "err-err-err" oder "het-het-het-herr het-het-het-herr..." im Fluge.

## Lebensweise
Die Nahrung besteht aus Insekten, bevorzugt Termiten, Grashüpfer und Käfer, gelegentlich Pflanzensamen, die durch plötzliche Spurts mit plötzlichen Anhalten vom Boden pickend erbeutet werden. Die Art tritt in Paaren und kleinen Gruppen auf.
Die Brutzeit liegt in der Trockenzeit, es werden 1 bis 3 Eier auf den Erdboden in eine flache Vertiefung gelegt und von beiden Elternvögeln ausgebrütet.

## Gefährdungssituation
Die Art gilt als nicht gefährdet (Least Concern).